# Локомотив (регбийный клуб, Тбилиси)
«Локомотив» (Тбилиси) (груз. ლოკომოტივი თბილისი (სარაგბო კლუბი)) — грузинский регбийный клуб из Тбилиси. Выступает в Биг 10. Победитель чемпионата Грузии в сезонах 1992, 1994, 2000, 2001, 2003, 2005, 2006, 2008, 2010, 2018.

## История клуба
Клуб основан в 1961 году. Участвовал в Чемпионате СССР, Кубке СССР. «Локомотив» является самым титулованным регбийным клубом в истории постсоветской Грузии — он 10 раз становился чемпионом страны, а также ни разу не вылетал из элитного дивизиона, с 1991 года регулярно занимает призовые места в Чемпионате Грузии. Клуб несколько раз менял название. «Элмавали», «Тбилиси», «Кореби», «Веста», «Лиганус» — назывался этот клуб в период после 1987 года, в а 1997 году он вернул себе первое название — «Локомотив». История с изменениями названия клуба связана с дисквалификацией клуба и игроков в 1987 году. Чтобы избежать дисквалификации, название клуба поменяли на «Элмавали», что в переводе с грузинского означает «электровоз».

## Достижения
- Чемпионат Грузии:
  -  Чемпион Грузии: 1992, 1994, 2000, 2001, 2003, 2005, 2006, 2008, 2010, 2018.
  -  Вице-чемпион Грузии: 1991
  -  Бронзовый призер: 1995, 1996, 1999, 2002, 2007, 2009, 2011
- Кубок Грузии:
  -  Обладатель Кубка: 1992, 2000, 2003, 2004, 2005, 2006
- Кубок СССР:
  -  Обладатель Кубка: 1978[2][3].

## Известные игроки
- Георгий Шкинин
- Шалва Мамукашвили
- Звиад Майсурадзе[англ.]
- Бека Циклаури[фр.]
- Георгий Талахадзе[англ.]
- Зураб Дзнеладзе[англ.]